# Abdallahi ibn Muhammad
Abdulah ibn Muhammad al-Taaichi (1846 -25 novembre 1899), plus connu sous les noms d’Abdallah Ibn-Muhammad Al-Khalifa ou Abdallahi al-Khalifa (عبدالله بن سيد محمد الخليفة), disciple et partisan de Muhammad Ahmad dit le Mahdi, se proclama son successeur sous le titre de Khalifat al-Mahdi (Khalifa) en 1885. Après avoir surmonté l’opposition d’autres partisans du Mahdi et maté plusieurs révoltes entre 1885 et 1890, il entreprit d’étendre l’État mahdiste en Égypte. Il attaqua l'Éthiopie, considérée comme alliée de l’Égypte, ses troupes envahirent Gondar en 1887 et repoussèrent les Éthiopiens à la bataille de Metemma en 1889. Mais il essuya une défaite cette même année en Égypte à la bataille de Toski. Sous la menace croissante des avancées européennes en Afrique, il dut renoncer à l’expansion de son État et le centralisa mais ce dernier fut reconquis entre 1896 et 1899 par les troupes anglo-égyptiennes de Kitchener. Il mourut le 24 novembre 1899 lors de la bataille d'Umm Diwaykarat. Osman Digma lui succède alors à la tête des restes de l’État mahdiste.
Abdallahi ibn Muhammad fit frapper une monnaie, la piastre madhiste.